# 境港出雲道路
境港出雲道路（さかいみなといずもどうろ）は、島根県出雲市から同県松江市美保関町に至る地域高規格道路である。

## 概要
中海・宍道湖の北側に位置し、約60万人の人口を擁す中国地方日本海側の中心都市圏である島根県東部・鳥取県西部の各都市を結ぶ、地域の活性化を担う路線である。国道9号、国道431号、国道485号、島根県道337号で構成される。境港出雲道路は高規格道路のミッシングリンクである。2021年（令和3年）4月現在、全線約70 kmのうち供用中・事業中区間は約24 kmである。

### 中海・宍道湖8の字ルート
2020年度（令和2年度）、国土交通省 、鳥取県、島根県、米子市、境港市、日吉津村、松江市、出雲市、安来市、NEXCO西日本による「中海・宍道湖圏域道路整備勉強会」が設立され、中海・宍道湖圏域の機能軸強化を目的として、山陰自動車道・米子自動車道・境港出雲道路の3つの高規格道路による“8の字状の高規格道路ネットワーク”が示された。2021年度（令和3年度）から2023年度（令和5年度）にかけては「米子・境港間の高規格道路 地元懇談会」、「中海・宍道湖8の字ネットワーク整備による効果分析検討会」、「中海・宍道湖・大山圏域 活性化シンポジウム」が開催され、また、圏域の5市長や経済団体等で構成される「中海・宍道湖8の字ルート 整備推進会議」が設立された。2024年度（令和6年度）には、国土交通省の社会資本整備審議会道路分科会にて審議が行われ、圏域の道路ネットワークの重要性が認識され、特に整備が進んでいない圏域北側の道路整備が必要であることが確認された。

## 各区間の概要
以下、境港出雲道路の各区間について述べる。
出雲インター線
島根県道337号出雲インター線（しまねけんどう337ごういずもインターせん）は島根県出雲市西新町から同市神西沖町に至る県道である。一般道路である。2000年度に事業化され、このうち出雲市知井宮町（山陰自動車道出雲IC）から同市神西沖町（国道9号交点）に至る終点側の約1 kmについて2006年3月30日に地域高規格道路の整備区間の指定を受け、2009年11月28日、山陰自動車道斐川IC - 出雲IC間と同時に開通した。
- 起点 : 島根県出雲市知井宮町（山陰自動車道出雲IC）
- 終点 : 出雲市神西沖町（国道9号交点）
- 延長 : 1.6 km[11]
- 道路規格 : 第3種第1級
- 設計速度 : 60 km/h

（上記は地域高規格道路の指定を受けた区間）
出雲バイパス
出雲バイパス（いずもバイパス）は、島根県出雲市斐川町富村から芦渡町に至る国道9号のバイパスである。一般道路である。このうち出雲市渡橋町（島根県道28号出雲大社線交点）から同市芦渡町（国道9号現道交点）に至る終点側の2.8 kmについて2000年12月20日に地域高規格道路の整備区間の指定を受け、2007年12月2日に暫定2車線で開通した。
- 起点 : 島根県出雲市渡橋町（島根県道28号出雲大社線交点）
- 終点 : 出雲市芦渡町（国道9号現道交点）
- 延長 : 2.8 km
- 道路規格 : 第4種第1級
- 設計速度 : 60 km/h

（上記は地域高規格道路の指定を受けた区間）
東林木バイパス
東林木バイパス（ひがしはやしぎバイパス）は、島根県出雲市矢尾町から同市東林木町に至る国道431号のバイパスである。一般道路である。現道の線形不良および交通混雑の解消を目的として1993年度に事業化され、1998年12月に地域高規格道路の整備区間の指定を受けた。2005年3月13日に終点側の1.2 kmの副道が開通。2014年3月28日に起点側の3.0 km（うち2.0 kmは本線、両側に副道と歩道を整備）が開通し、全線が暫定2車線で開通。
- 起点 : 島根県出雲市矢尾町（国道431号現道交点）
- 終点 : 出雲市東林木町（国道431号現道交点）
- 延長 : 4.2 km
- 道路規格 : 第3種第2級（本線）および第3種第2級（副道）
- 設計速度 : 60 km/h（本線）および50 km/h（副道）

松江北道路
松江北道路（まつえきたどうろ）は、島根県松江市西浜佐陀町から同市下東川津町（川津IC）に至る国道431号のバイパスである。一般道路である。2021年度に事業化された。立体交差は「西生馬」、「西持田」、「川津」、平面交差は「西浜佐陀」、「古曽志」、「下佐陀」に設置される。
- 起点 : 島根県松江市西浜佐陀町
- 終点 : 島根県松江市下東川津町（川津IC）
- 延長 : 10.5 km
- 道路規格 : 第3種第2級
- 設計速度 : 60 km/h

松江第五大橋道路
松江大橋第五道路（まつえおおはしだいごどうろ）は、島根県松江市下東川津町（川津IC）から同市東津田町（松江JCT）に至る国道485号の自動車専用道路の事業名である。東西方向の境港出雲道路と山陰自動車道を接続する南北方向の路線であり、境港出雲道路の一部として島根県により整備された。2003年9月26日に「松江第五大橋道路」として地域高規格道路の整備区間の指定を受けて事業化され、2013年3月10日に「松江だんだん道路」の名称で全線開通した。
- 起点 : 島根県松江市下東川津町（川津IC）
- 終点 : 松江市東津田町（松江JCT）
- 延長 : 5.2 km
- 道路規格 : 第1種第3級および第3種第1級（自動車専用道路）
- 設計速度 : 80 km/h

## 歴史
- 1994年（平成6年）
  - 12月16日 : 境港出雲道路が地域高規格道路の候補路線の指定を受ける。
- 1998年（平成10年）
  - 6月16日 : 境港出雲道路が候補路線から計画路線に格上げされる[20]。
  - 12月18日 : 東林木バイパスが整備区間に、出雲第五大橋道路が調査区間に格上げされる[21]。
- 1999年（平成11年）
  - 12月 : 出雲西区間（6 km）が調査区間に格上げされる[22]。
- 2000年（平成12年）
  - 12月20日 : 出雲西区間（6 km）のうち出雲バイパスが整備区間に格上げされる。
- 2003年（平成15年）
  - 6月29日 : 松江第五大橋道路が整備区間に格上げされる。
- 2006年（平成18年）
  - 3月30日 : 出雲西区間のうち出雲インター線が整備区間に格上げされる。
- 2021年（令和3年）
  - 松江北道路が事業化[15]。

## 地理

### 通過する自治体
- 島根県
  - 出雲市・松江市　（両市で部分的に開通）